# El Caso: Crónica de sucesos
El Caso. Crónica de sucesos es una serie de televisión producida por la productora Plano a Plano para Televisión Española.
La serie narra diferentes sucesos que aparecieron o podrían haber aparecido en el famoso semanario El Caso.
La idea original es de Fernando Guillén Cuervo, quien también protagoniza el reparto junto a Verónica Sánchez, Antonio Garrido, Fernando Cayo, Natalia Verbeke, Daniel Pérez Prada o Teresa Hurtado de Ory, entre otros. La primera temporada se emitió en La 1 desde el martes 15 de marzo de 2016 hasta el martes 7 de junio de 2016. Tras una entrevista con Fernando Guillén publicada por Bluper el 3 de mayo de 2016, se creyó que habría segunda temporada, ya que las tramas quedaron abiertas. Sin embargo, el 23 de junio de 2016 RTVE anunciaba la cancelación de la serie.
La cancelación provocó el malestar en las redes sociales de los seguidores de la serie, a los que se conoce como "casistas".

## Argumento
En el Madrid de los años 1960, dos periodistas del diario 'El Caso', Jesús Expósito (Fernando Guillén Cuervo), un expolicía con un pasado turbio, y Clara López (Verónica Sánchez), especializada en prensa sensacionalista, están condenados a entenderse para investigar una serie de crímenes oscuros.

## Reparto

### Reparto principal
- Fernando Guillén Cuervo - Jesús Expósito García
- Verónica Sánchez - Clara López-Dóriga Sanchidrian "Massiel"

| - Antonio Garrido - Antonio "Toño" Camacho Carmona - Francisco Ortiz - Miguel Montenegro Lázaro "Peluso" - Fernando Cayo - Rodrigo Sánchez - Gorka Lasaosa - Germán Castro - Teresa Hurtado de Ory - Paloma García - Daniel Pérez Prada - Aníbal de Vicente "Antonio Pemán" - Ignacio Mateos - Aparicio Huesca - Marc Clotet - Gerardo de Zabaleta † (Episodio 1 - Episodio 10) - Raúl Tejón - Capitán Manuel Cabrera (Episodio 1 - Episodio 10) | - Natalia Verbeke - Doctora Rebeca Martín Esquivel - María Casal - Laura López-Dóriga "Laura Pontón" - Carlos Manuel Díaz - Fernando López-Dóriga - y Blanca Apilánez - Margarita Moyano |

### Reparto episódico
| - Raúl Alberto Mediero Rodríguez - Mecanógrafo militar (Episodio 7) - Jorge Roelas - Padre Manuel Sanchís (Episodio 5 - Episodio 7; Episodio 9 - Episodio 10; Episodio 13) - Sara Sálamo - Remedios "La Reme" (Episodio 9; Episodio 11; Episodio 13) - Aitor Calderón - Blas Ramírez García (Episodio 5 - Episodio 6; Episodio 11 - Episodio 12) - Sara Gómez - Luisa Arteaga † (Episodio 8 - Episodio 10) - Santiago Meléndez - Doctor (Episodio 6 - Episodio 8) - Enrique Villén - Gregorio (Episodio 11) - Federico Aguado - Federico Santos (Episodio 10) - Juan Motilla - Padre de Domingo (Episodio 10) - Ana Goya - Joaquina Hernández (Episodio 10) - Jaroslaw Bielski - Hagay † (Episodio 9) - Mélida Molina - María (Episodio 8) - Marta Nieto - Elvira (Episodio 7) - Amparo Vega - Ángela (Episodio 6) - Carmen Gutiérrez - María de los Dolores "Loli" (Episodio 2 - Episodio 5) - José Manuel Seda - Mario "Marietín" Campanario † (Episodio 4) - Fernando Sansegundo - José María (Episodio 4) - María Delgado - Fructuosa Márquez (Episodio 4) - Oleg Kricunova - Andrea Moritz (Episodio 4) - Aurora Herrero - Abuela de José (Episodio 4) - Javier Cidoncha - José "Josito" (Episodio 4) - Ruth Díaz - Eva (Episodio 4) | - Alejandro Casaseca - Eduardo (Episodio 4) - David Moreno (Episodio 4) - Daniel Currás - Jeremías "Jere" † (Episodio 4) - Carmen Arévalo - Remigia Lázaro (Episodio 4) - Raúl Mérida - Román Peña (Episodio 3) - José Luis Lozano (Episodio 3) - Sebastián Haro - "El Pipo" (Episodio 3) - Fernando Ustárroz - Arquitecto (Episodio 3) - Tato Loché - Manuel Ruiz (Episodio 3) - Fran Boira - Jacobo Quintana (Episodio 3) - Elisa Marinas - Teresa Lennon (Episodio 3) - Mon Ceballos - José Miguel González (Episodio 3) - Pilar Gómez - Madre de Perico González (Episodio 3) - Lucía Balas - Concepción "Conchita" González (Episodio 3) - Gabriel Delgado - Perico González (Episodio 3) - Abel Mora (Episodio 3) - Susana Becker - Susana Becquer (Episodio 1 - Episodio 2) - Vladimir Ankudinov - Pianista (Episodio 2) - Antonio Márquez - Matías (Episodio 2) - Nacho Marraco - José "Pepe" Garcés Segundo † (Episodio 1 - Episodio 2) - Alejandra Lorenzo - Asunción "Asun" Montenegro Lázaro † (Episodio 2) - Gonzalo Lumbreras - Jesús Expósito García, de joven (Episodio 2) | - Álvaro Cueto - Antonio "Toño" Camacho, de joven (Episodio 2) - Trinidad Iglesias - Viuda de "Pepe" Garcés (Episodio 2) - Alejandra Meco - Hija de "Pepe" Garcés (Episodio 2) - Roger Álvarez (Episodio 2) - José Luis Díaz (Episodio 2) - Voro Tarazona (Episodio 2) - Paco Obregón - Director de la Escuela de Artes (Episodio 2) - Sergio Torrico - Nuño García (Episodio 2) - Javier Traba (Episodio 2) - Ángela Chica - María Belén (Episodio 1 - Episodio 2) - Antonio Gómez - Juan Toledo † (Episodio 2) - y Nadia de Santiago - Amelia Coso † (Episodio 2) - Berta Gómez - Rosa María Sanchidrian (Episodio 1) - Maica Barroso - Madre de Natividad "Nati" Pérez (Episodio 1) - Cristina Tuscano - Kerry Stevens (Episodio 1) - Boré Buika - Dylan Richardson (Episodio 1) - Rocío Peláez - Lucía "Lucy" (Episodio 1) - Christian Nájera - Gregorio "Goyo" Manzanares (Episodio 1) - Carlos Robles - Kevin Smith (Episodio 1) - Imán Padellano - Patrona de la pensión (Episodio 1) - Sara Astarloa - Locutora (Episodio 1) - y Ben Temple como M. Stevens (Episodio 1) |

## Temporadas y episodios
| Temporada | Temporada | Episodios | Estreno             | Final              | Audiencia    | Audiencia | Audiencia |
| Temporada | Temporada | Episodios | Estreno             | Final              | Espectadores | Cuota     |           |
| --------- | --------- | --------- | ------------------- | ------------------ | ------------ | --------- | --------- |
|           | 1         | 13        | 15 de marzo de 2016 | 7 de junio de 2016 | 1 990 000    | 10,6%     |           |
| Total     | Total     | 13        | 2016                | 2016               | 2 195 000    | 12,2%     |           |

### Temporada única (2016)
| N.º (serie) | N.º (temp.) | Título                           | Director(es)     | Guionista(s)                                                        | Fecha de emisión    | Audiencia         |
| ----------- | ----------- | -------------------------------- | ---------------- | ------------------------------------------------------------------- | ------------------- | ----------------- |
| 1           | 1           | «El crimen del abrevadero»       | Iñaki Mercero    | Fernando Guillén Cuervo, Juan Moya, Mauricio Romero y Olga Salvador | 15 de marzo de 2016 | 2 531 000 (13,2%) |
| 2           | 2           | «El loco del estilete»           | Iñaki Mercero    | Mauricio Romero y Olga Salvador                                     | 22 de marzo de 2016 | 2 158 000 (12,5%) |
| 3           | 3           | «El caso del niño pintor»        | Iñaki Mercero    | Guadalupe Rilova y Juan Moya                                        | 29 de marzo de 2016 | 1 839 000 (9,6%)  |
| 4           | 4           | «Una relación inapropiada»       | Javier Quintas   | Olga Salvador y Mauricio Romero                                     | 5 de abril de 2016  | 1 841 000 (9,0%)  |
| 5           | 5           | «Operación Ituren»               | Iñaki Mercero    | Joan Barbero                                                        | 12 de abril de 2016 | 1 754 000 (9,0%)  |
| 6           | 6           | «El asesino de la mirilla»       | Iñaki Mercero    | Guadalupe Rilova y Juan Moya                                        | 19 de abril de 2016 | 1 938 000 (10,2%) |
| 7           | 7           | «Garrote vil»                    | Javier Quintas   | Joan Barbero                                                        | 26 de abril de 2016 | 1 901 000 (9,8%)  |
| 8           | 8           | «El mercado del nácar»           | Javier Quintas   | Olga Salvador y Mauricio Romero                                     | 3 de mayo de 2016   | 1 803 000 (9,4%)  |
| 9           | 9           | «El misterio de la mano cortada» | Iñaki Mercero    | Guadalupe Rilova y Juna Moya                                        | 10 de mayo de 2016  | 2 108 000 (11,2%) |
| 10          | 10          | «Como alimañas»                  | Iñaki Mercero    | Joan Barbero                                                        | 17 de mayo de 2016  | 1 807 000 (9,8%)  |
| 11          | 11          | «El caso del ahorcado»           | José Ramos Paíno | Guadalupe Rilova y Juan Moya                                        | 24 de mayo de 2016  | 1 874 000 (10,2%) |
| 12          | 12          | «Pícnic fatal»                   | José Ramos Paíno | Joan Barbero                                                        | 31 de mayo de 2016  | 2 124 000 (11,5%) |
| 13          | 13          | «Choque de trenes»               | Javier Quintas   | Olga Salvador y Mauricio Romero                                     | 7 de junio de 2016  | 2 195 000 (12,2%) |

#### Las claves de 'El Caso'
Las claves de 'El Caso' es un extra sobre la serie que se emitió en 2016, junto con los capítulos de la misma. En él, Juan Rada, que fue director del semanario en la vida real, el director de la serie y los guionistas, junto con varios expertos, comentan un suceso real que apareció en El Caso en el que se basa el episodio de la serie.
| Programas emitidos | Programas emitidos  | Programas emitidos | Programas emitidos | Programas emitidos |
| N.º                | Fecha de emisión    | Espectadores       | Cuota de pantalla  |                    |
| ------------------ | ------------------- | ------------------ | ------------------ | ------------------ |
| 1                  | 15 de marzo de 2016 | 1 951 000          | 9,5%               |                    |
| 2                  | 22 de marzo de 2016 | 1 882 000          | 10,2%              |                    |
| 3                  | 29 de marzo de 2016 | 1 395 000          | 7,1%               |                    |
| 4                  | 5 de abril de 2016  | 1 332 000          | 5,9%               |                    |
| 5                  | 12 de abril de 2016 | 1 076 000          | 5,0%               |                    |
| 6                  | 19 de abril de 2016 | 1 721 000          | 8,3%               |                    |
| 7                  | 26 de abril de 2016 | 1 096 000          | 5,1%               |                    |
| 8                  | 3 de mayo de 2016   | 1 138 000          | 5,4%               |                    |
| 9                  | 10 de mayo de 2016  | 1 641 000          | 8,2%               |                    |
| 10                 | 17 de mayo de 2016  | 1 634 000          | 8,4%               |                    |
| 11                 | 24 de mayo de 2016  | 1 616 000          | 8,4%               |                    |
| 12                 | 31 de mayo de 2016  | 1 241 000          | 6,4%               |                    |
| 13                 | 7 de junio de 2016  | 1 175 000          | 6,4%               |                    |

## Premios y nominaciones
La serie fue premiada en el FesTVal de Vitoria como mejor ficción del año. Además, estuvo nominada como mejor ficción en los Premios Iris de la Academia de Televisión. En los Premios Feroz, tiene tres nominaciones: mejor serie drama, mejor actor protagonista de una serie (Fernando Guillén Cuervo) y mejor actriz protagonista de una serie (Verónica Sánchez).

## Curiosidades
- Gracias a la serie, el semanario de sucesos El Caso volvió a los quioscos en 2016, unos 20 años después de cerrar sus ventas.
- El Caso: Crónica de sucesos compartió día de emisión y productora con Allí abajo y El Príncipe.
- El coche que conducía el personaje de Verónica Sánchez era un Austin tapizado en cuero rojo, con motor de 6 cilindros y 150 CV. Ella misma confesó en un reportaje que no lo conduce en ninguna escena.[6]
- Se utilizaron 40 máquinas de escribir antiguas de atrezzo, que fueron compradas a un hombre de Ciudad Real, tal y como contaba Koldo Vallés, el director de arte.[7]